# GTR 2 - FIA GT Racing Game
GTR 2 - FIA GT Racing Game é um simulador de corridas para IBM PC desenvolvido pela SimBin como sequência do aclamado GTR. O jogo simula as temporadas de 2003 e 2004 da FIA GT Championship.

## Modos de jogo
O jogador encontra no GTR2 vários modos de jogo como Treino Livre, Corrida Contra o Tempo, Fim de Semana de Corrida, Corridas de 24hs, Campeonatos, e um aprimorado modo multiplayer pela Internet ou LAN (Rede de área local).
Além dos níveis normais de dificuldade o GTR2 disponibiliza ao jogador uma escola de pilotagem, no qual vários desafios devem ser vencidos para aprimorar as técnicas de pilotagem e o detalhe de cada pista.

## Carros
O jogo traz os carros oficiais da FIA GT das temporadas 2003 e 2004, divididos entre as classes GT, nGT, G2 e G3. A GT disponibiliza os carros com potência em torno de 600 cavalos, na nGT encontram-se os carros com potência em torno de 440 cavalos, na G2 há os carros que competem nas 24 hs com aproximadamente 500 cavalos e na G3 os carros menos potentes. O áudio é ótimo, o som de cada modelo foi gravado dos carros originais e com excelente qualidade.
| Classe | Fabricante  | Modelo                  |
| ------ | ----------- | ----------------------- |
| 24h    | BMW         | M3 GTR                  |
| 24h    | BMW         | Z3 M                    |
| 24h    | Chevrolet   | Corvette C5-R           |
| 24h    | Gillet      | Vertigo Streiff         |
| 24h    | Lotus       | Elise                   |
| 24h    | Morgan      | Aero 8                  |
| 24h    | Mosler      | MT900R                  |
| 24h    | Porsche     | 996 GT3 Cup             |
| 24h    | Porsche     | 996 GT2 Turbo           |
| 24h    | Seat        | Toledo GT               |
| 24h    | Chrysler    | Viper Competition Coupe |
| GT     | Chrysler    | Viper                   |
| GT     | Ferrari     | Maranello 550 Maranello |
| GT     | Ferrari     | Maranello 575 GTC       |
| GT     | Lamborghini | Murcielago R-GT         |
| GT     | Lister      | Storm                   |
| GT     | Maserati    | MC-12                   |
| GT     | Porsche     | 993 GT2 Turbo           |
| GT     | Saleen      | S7R                     |
| NGT    | Ferrari     | 360 GTC                 |
| NGT    | Ferrari     | 360 Modena              |
| NGT    | Nissan      | 350Z                    |
| NGT    | Porsche     | 996 GT3-RS              |
| NGT    | Porsche     | 996 GT3-RSR             |
| NGT    | TVR         | 400R                    |

## Pistas
Estão inclusos 15 circuitos reais com 34 variações como Spa, Monza, Imola e Barcelona que podem ser escolhidos livremente quando se está no modo treino, já que cada campeonato possui os seus bem definidos. O traçado dos circuitos foram mapeados via GPS e são altamente realistas, chegando ao ponto da aderência e do traçado limpo e sujo variar a cada sessão e se estender até e durante a corrida.
| Circuitos                                 |
| ----------------------------------------- |
| Circuito Internacional de Zhuhai          |
| Hockenheim(GP, National, International)   |
| Imola                                     |
| Barcelona(GP, National)                   |
| Oschersleben(2003, 2004, b course)        |
| Brno(2003, 2004)                          |
| Donington(2003, 2004, National)           |
| Valencia (GP, National, Long)             |
| Estoril                                   |
| Dubai (GP, Club, National, International) |
| Enna Pergusa                              |
| Anderstorp (GP, South)                    |
| SPA (2003, 2004)                          |
| Monza (2003, 2004, Junior)                |
| Magny Cours (2003, 2004, National)        |

## MoTeC
A MoTeC é uma empresa que desenvolve vários equipamentos de aquisição de dados e um aplicativo muito útil que permite analisar os dados colhidos durante uma corrida. Além de atuar em carros verdadeiros a MoTeC permite que uma versão do seu aplicativo também seja usada no GTR2. Para instalar o aplicativo siga os passos abaixo:
- acesse a «página oficial» (em inglês) e baixe o programa MoTeC Interpreter 2
- abra o arquivo xxx.plr do seu perfil no diretório do GTR2 em \gtr2\userdata\seu nome\seu nome.plr
- no arquivo.plr procure a chave Data Acquisition EXE= e altere para Data Acquisition EXE="c:\motec\i2\1.0\motec.exe" (este endereço deve ser o local onde o MoTeC i2 está instalado na sua máquina)
- procure a chave MoTeC LogFolder= e a altere para MoTeC LogFolder=c:\motec\logged data (este endereço deve ser o local o diretório de log do MoTeC)
- procure a chave Data Acquisition In Race="0" e altere para Data Acquisition In Race="1" e salve o arquivo.plr
- dê algumas voltas no GTR2
- abra o seu MoTeC
- clique em Create new project
- escolha circuit e clique em avançar e dê um nome para o seu projeto
- abra o projeto criado, procure a pasta que está no endereço \motec\logged data, escolha qualquer volta, clique em add e depois em open

## Modificações
Extra-oficialmente vários entusiastas usam da Modelagem 3D para criar pacotes de modificações (Modification) conhecidos como MODs que adicionam carros, pinturas, pistas, categorias, visões, instrumentos, campeonatos entre outros. As modificações mais famosas são as que introduzem os carros de Fórmula 1 e da Le Mans Series ao jogo original.
| Onde encontrar                           |
| ---------------------------------------- |
| «MOD Fórmula 1» (em francês)             |
| «MOD Prototypes 1998-2008» (em francês)  |
| «Coleção de MODs» (em alemão)            |
| «Coleção de MODs e pinturas» (em inglês) |

- Para liberar todas as pistas e campeonatos basta criar no diretório principal de instalação um arquivo vazio com o nome SDNDTG.DYN
- Nos MODs como os de Fórmula 1 em que as rodas ficam expostas o GTR2 por padrão não exibe as mesmas, para exibir entre na pasta /gtr2/userdata/<seu nome>, abra o arquivo <seu nome>.plr, procure a chave 'Wheels visible in cockpit' e altere o número "0" para "1".

## Prêmios
- nona posição entre os melhores jogos para PC de 2006 pelo GameSpy
- melhor jogo de corrida de 2006 pelo GameSpy.